# Oczarowce
Oczarowce (Hamamelidales Griseb. Grundr.Syst.Bot.:127 1854) – rząd z klasy Rosopsida. Obejmuje trzy rodziny.

## Charakterystyka
PokrójRośliny zdrewniałe
Kwiatyobupłciowe
Owocorzeszek lub torebka, nasiona z bielmem.

## Systematyka
- Altingiaceae Lindl. Veg.Kingd.:253nom.cons. 1846 -
- Hamamelidaceae R.Br.in Abel Narr.Journey China:374 1818 - oczarowate
- Platanaceae T.Lestib.ex Dumort. Anal.Fam.Pl.:11,12 1829 - platanowate